# Czalanczulan
Czalanczulan – miasto w Iranie, w ostanie Lorestan. W 2016 roku liczyło 2223 mieszkańców.